# Шаранси
Шаранси (фр. Charency) насеље је и општина у источној Француској у региону Франш-Конте, у департману Јура која припада префектури Лон ле Соније.
По подацима из 2011. године у општини је живело 57 становника, а густина насељености је износила 20,88 становника/km². Општина се простире на површини од 2,73 km². Налази се на средњој надморској висини од 768 метара (максималној 804 m, а минималној 630 m).

## Демографија
| 1962. | 1968. | 1975. | 1982. | 1990. | 1999. | 2011. |
| ----- | ----- | ----- | ----- | ----- | ----- | ----- |
| 36    | 45    | 40    | 37    | 35    | 41    | 57    |

График промене броја становника у току последњих година